# 우메노모토역
우메노모토역(일본어: 梅本駅)은 일본 에히메현 마쓰야마시에 위치한 이요 철도 요코가와라 선의 철도역이다. 역 번호는 IY 18이며, 섬식 승강장 1면 2선의 구조를 갖춘 지상역이다.

## 타는 곳
| 1 | ■ 요코가와라 선 | 상행 | 구메 · 마쓰야마시 방면 |
| 2 | ■ 요코가와라 선 | 하행 | 요코가와라 방면        |

## 역 주변
- 미나미우메노모토 공원
- 일본 국립 병원기구 시코쿠 암 센터

## 역사
- 1935년 5월 1일 : 개업.
- 1981년 5월 11일 : 요코가와라 방면으로 168m 이전.

## 인접 역
| 이요 철도 요코가와라 선      | 이요 철도 요코가와라 선 | 이요 철도 요코가와라 선                |
| ---------------------------- | ----------------------- | -------------------------------------- |
| IY 17 히라이 마쓰야마시 방면 | ■ 요코가와라 선         | 우시부치단치마에 IY 19 요코가와라 방면 |